# 2358 Bahner
2358 Bahner è un asteroide della fascia principale. Scoperto nel 1929, presenta un'orbita caratterizzata da un semiasse maggiore pari a 3,0275928 UA e da un'eccentricità di 0,0939006, inclinata di 9,68879° rispetto all'eclittica.